# Спасский, Николай Сергеевич
Николай Сергеевич Спасский (4 декабря 1867, Пермская губерния — 1951, СССР) — русский и советский учёный-медик, физиолог и бальнеолог; доктор медицины, профессор; надворный советник (1902).
Автор ряда научных трудов.

## Биография
Родился 22 ноября (4 декабря по новому стилю) 1867 года (по другим данным 1870 года) в селе Ново-Усольское Соликамского уезда Пермской губернии (ныне город Усолье в Пермском крае) в семье Спасского Сергея Ивановича — протоиерея Ново-Усольского Спасо-Преображенского собора, и его жены Марии Ивановны, дочери дьякона. В семье было пять детей.
После окончания в 1881 году Соликамского духовного училища и Пермской духовной семинарии в 1887 году, работал помощником бухгалтера в Екатеринбургской конторе госбанка. В 1889 поступил на медицинский факультет Томского университета, который в 1894 году окончил с отличием со степенью лекаря. С сентября 1895 года исполнял должность прозектора. С 1901 года — прозектор при кафедре физиологии. В этом же году под научным руководством профессора В. Н. Великого защитил диссертацию на соискание ученой степени доктора медицины на тему «К вопросу о физиологическом действии токов высокого напряжения и большой частоты перерывов».
С 1906 года — сверхштатный ассистент, с 1911 года — приват-доцент, с 1915 — прозектор при кафедре фармакологии Томского университета. В период Первой мировой войны, в 1915 году, работал старшим врачом отряда Александровской общины Российского Красного Креста, сформированного Комитетом «Христианская помощь», на территории Сербии во время эпидемии тифа.
В 1920 году декретом Совнаркома был переведен в число профессоров по кафедре бальнеологии как состоявший доцент и пробывший три и более лет в звании приват-доцента.
В 1922—1932 годах — заведующий кафедрой нормальной физиологии медицинского факультета Иркутского университета (с 1930 года — Иркутский медицинский институт, ныне Иркутский государственный медицинский университет).
В 1933—1938 годах — заведующий кафедрой нормальной физиологии Башкирского медицинского института (ныне Башкирский государственный медицинский университет).
С 1938 года — заведующий кафедрой нормальной физиологии Крымского медицинского института (ныне Медицинская академия имени С. И. Георгиевского). Также преподавал в Крымском государственном педагогическом институте имени М. В. Фрунзе.
Умер в 1951 году.
В архивных фондах Пермского края имеются документы, относящиеся к Н. С. Спасскому.

## Заслуги
- Был награждён орденом Российской империи — Святого Станислава III степени (1904).
- Советские награды: ордена Трудового Красного Знамени и «Знак Почета», медаль «За доблестный труд в годы Великой Отечественной войны 1941—1945 гг.».
- Был удостоен почетного звания «Заслуженный деятель науки РСФСР» (1945).